# Корте-Франка
Корте-Франка (итал. Corte Franca, ломб. Córt Frànca) — коммуна в Италии, в провинции Брешиа области Ломбардия.
Население составляет 6267 человек, плотность населения составляет 448 чел./км². Занимает площадь 14 км². Почтовый индекс — 25040 (Borgonato, Colombaro, Nigoline Bonomelli) 25050 (Timoline). Телефонный код — 030.
Покровителями коммуны почитаются святые Косма и Дамиан, целители безмездные, празднование 26 сентября.